# 9e division d'infanterie (France)
Pour les articles homonymes, voir 9e division.
La 9e division d'infanterie (9e DI), devenue 9e division d'infanterie motorisée (9e DIM) de 1935 à 1940, est une division d'infanterie de l'Armée de terre française qui a participé à la Première Guerre mondiale, à la Seconde Guerre mondiale et à la guerre d'Algérie.

## Création et différentes dénominations
- 1873 : formation de la 9e division d'infanterie

- 1935 : devient 9e division d'infanterie motorisée
- 1940 : dissolution
- 1956 : nouvelle formation de la 9e division d'infanterie
- 1962 : dissolution

## Chefs de la9eDI
- 18 octobre 1873 - 27 février 1883 : Général de Colomb
- 3 mars 1883 : Général Sée
- 1er septembre 1886 : Général Cailliot
- 20 septembre 1889 - 2 décembre 1890 : Général Deffis
- 29 décembre 1890 : Général Larchay
- 11 septembre 1893 : Général de Boisdeffre
- 28 septembre 1893 - 9 janvier 1894 : Général Maurand
- 28 août 1894 - 30 octobre 1897 : Général Cary
- 9 novembre 1897 - 27 avril 1898 : Général Florentin
- 19 mai 1899 : Général Callet
- 29 août 1900 - 11 mars 1904 : Général Oudri
- 14 mars 1904 - 2 juin 1909 : Général Roidot
- septembre 1909 : Général d'Amade
- 31 janvier 1912 : Général Balfourier
- 1er novembre 1913 - 10 août 1914 : Général Peslin[1]
- 13 août 1914 : Général Martin
- 23 janvier 1915 - 29 mai 1915 : Général Bonfait
- 29 mai 1915 - 8 novembre 1916 : Général Arlabosse
- 8 novembre 1916 : Général Gadel
- 7 mai 1917 : Général Gamelin
- 12 janvier - 8 mars 1919 : Général Mangin
- 1939 - 1940 : Général Didelet

## Première Guerre mondiale
Mobilisée dans la 5e Région

### Composition
- Infanterie

4e régiment d'infanterie d'août 1914 à novembre 1918
82e régiment d'infanterie d'août 1914 à novembre 1918
113e régiment d'infanterie d'août 1914 à décembre 1916
131e régiment d'infanterie d'août 1914 à juillet 1915
313e régiment d'infanterie de juin 1915 à décembre 1917 (Dissolution)
329e régiment d'infanterie du 5 novembre 1917 au 18 janvier 1919
122e régiment d'infanterie territoriale d'août à novembre 1918
66e bataillon de chasseurs à pied de juillet 1915 à décembre 1917
- Cavalerie

1 escadron du 8e régiment de chasseurs à cheval d'août 1914 à janvier 1917
2 escadrons du 8e régiment de chasseurs à cheval de janvier à juillet 1917
1 escadron du 8e régiment de chasseurs à cheval de juillet 1917 à novembre 1918
- Artillerie

3 groupes de 75 du 30e régiment d'artillerie de campagne d'août 1914 à novembre 1918
101e batterie de 58 du 45e régiment d'artillerie de campagne de juillet 1917 à fin 1917
101e batterie de 58 du 30e régiment d'artillerie de campagne de fin 1917 à novembre 1918
151e batterie de 75 (en)-150 (en) du 45e régiment d'artillerie de campagne de juillet 1916 à fin 1917
9e groupe de 155c du 105e régiment d'artillerie lourde de septembre 1917 à juillet 1918
5e groupe de 155c du 105e régiment d'artillerie lourde de juillet à novembre 1918
- Génie

compagnies 5/1, 5/2 du 1er régiment du génie

### Historique

#### 1914
- 5 - 9 août : transport par voie ferrée (VF) dans la région de Saint-Mihiel.
- 9 - 21 août : mouvement vers Dieue-sur-Meuse ; stationnement. À partir du 14 août, mouvement vers la région d’Ornes ; couverture sur l’Othain, vers Vaudoncourt et Muzeray.
- 21 - 23 août : offensive, par Longuyon, en direction de Tellancourt. Engagée, le 22 août, dans la Bataille des Ardennes, vers Ville-Houdlemont.
- 23 août - 6 septembre : repli, par Dombres, sur Nantillois. À partir du 27 août, défense des passages de la Meuse : Combats dans la région Doulcon, Brieulles-sur-Meuse. À partir du 2 septembre, poursuite du repli, par Varennes-en-Argonne et Avocourt, jusque vers Rembercourt-aux-Pots.

2 septembre : combat vers Cierges-sous-Montfaucon.
4 septembre : combats vers Vauquois.
- 6 - 16 septembre : engagée dans la 1re Bataille de la Marne.

6 au 13, Bataille de Revigny : Combats vers la ferme des Merchines, Sommaisne et Pretz-en-Argonne. À partir du 13, poursuite, par Triaucourt et Clermont-en-Argonne, jusque vers Charpentry et Baulny.
- 16 septembre - 6 novembre : violents combats dans cette région et vers Montblainville, Varennes-en-Argonne et Boureuilles ; puis stabilisation du front et occupation d’un secteur entre le Four de Paris et la vallée de l'Aire.

28, 29 et 30 octobre : attaques françaises.
- 6 novembre 1914 - 15 janvier 1915 : mouvement de rocade et occupation d’un nouveau secteur entre le pont des Quatre Enfants et l’Aire :

8 et 9 décembre : attaques françaises sur Vauquois.
20 - 24 décembre : attaques françaises sur Boureuilles.

#### 1915
- 15 janvier - 14 août[3] : mouvement de rocade et occupation d’un secteur vers Vauquois et le Four de Paris (guerre des mines).

14 février : front réduit, à droite, jusque vers la Haute Chevauchée.
17 février et 14 mars : attaques françaises sur la cote 263.
4, 5 et 6 avril : attaques françaises sur la cote 263 et sur la Haute Chevauchée.
12 juin : mouvement de rocade et occupation d’un secteur vers Vauquois et la Haute Chevauchée
13 juillet : front réduit, à droite, jusqu’à l’Aire.
13 et 14 juillet : attaques allemandes sur la cote 263 et sur la Haute Chevauchée.
19, 20 et 21 juillet : attaques françaises et contre-attaques allemandes.
- 14 - 21 août : retrait du front ; repos vers Nubécourt.

#### 1916
- 21 août 1915 - 11 septembre 1916 : mouvement vers le front et occupation d’un secteur dans la région de l’Aire, la Haute Chevauchée (guerre des mines)

27 septembre 1915 : attaque allemande sur la cote 285 et la Fille Morte ; 28 septembre, contre-attaques françaises.
- 11 - 30 septembre : retrait du front ; repos au sud de Revigny.
- 30 septembre - 14 décembre : transport par camions au sud de Verdun ; travaux.

24 octobre : participation (avec la 133e DI) à la 1re Bataille offensive de Verdun. À partir du 28 octobre, organisation et occupation du terrain conquis, vers le fort de Douaumont et Vaux-devant-Damloup.
6 novembre 1916 : Le général Arlabosse, commandant la division, est grièvement blessé au cours d'une visite aux premières lignes.
D'après les mémoires de son fils Jean Arlabosse : « Comme partout où il est passé, malgré la fatigue écrasante que cela représente, dans la boue des boyaux et à travers le terrain labouré d'obus, il va visiter les premières lignes. En revenant, sur les pentes du fort de Souville, il est atteint au pied et au bras par des éclats d'obus. Il perd son sang en abondance. Grâce au dévouement de quelques chasseurs à cheval, il est amené au poste de secours et, de là, transporté à l'ambulance de Dugny ; il n'a qu'un souci : surmonter sa douleur, rassurer les nombreux officiers accourus à son chevet. C'était le 6 novembre 1916. Deux jours plus tard, après avoir été opéré, il est évacué sur l'hôpital de Jean d'Heurs ou il reçoit la croix de commandeur de la légion d'honneur. »[réf. nécessaire].
- 14 - 27 décembre : retrait du front, transport par camions dans la région de Blesmes ; repos.
- 27 - 31 décembre : transport par VF vers Dormans ; repos vers Ville-en-Tardenois.
- 31 décembre 1916 - 3 février 1917 : mouvement vers le front, et, à partir du 4 janvier 1917, occupation d’un secteur vers le Godat et Berry-au-Bac.

#### 1917
- 3 février - 8 avril : retrait du front ; repos et instruction vers Romigny (à partir du 21 février, éléments occupés aux travaux de 2e position). À partir du 26 février, mouvement vers la région Damery, Châtillon-sur-Marne ; repos et instruction.
- 8 - 19 avril : mouvement vers le front, puis occupation d’un secteur vers la Miette et le bois des Buttes.

15 avril : Bataille du Chemin des Dames, attaque en direction de Juvincourt-et-Damary ; puis organisation et défense des positions conquises.
- 19 avril - 1er mai : retrait du front ; repos vers Ventelay.
- 1er - 14 mai : occupation d’un secteur vers la Miette et le bois des Buttes.
- 14 - 30 mai : retrait du front ; repos vers Arcis-le-Ponsart.
- 30 mai - 16 juin : mouvement vers le front ; occupation d’un secteur vers la Miette et le Ployon.
- 16 juin - 10 juillet : retrait du front ; repos et instruction au camp de Bourgogne.

30 juin : mouvement vers Serzy-et-Prin ; repos.
- 10 juillet - 5 août : mouvement vers le front et occupation d’un secteur vers la Miette et le Ployon.
- 5 - 23 août : retrait du front ; repos vers Serzy-et-Prin et Ventelay.
- 23 août - 14 septembre : occupation d’un secteur vers la Miette et le Ployon.
- 14 septembre - 3 octobre : retrait du front ; repos vers Arcis-le-Ponsart.
- 3 - 30 octobre : retour en secteur vers la Miette et le Ployon.
- 30 octobre - 12 novembre : Retrait du front ; repos vers Serzy-et-Prin.
- 12 novembre - 18 décembre : occupation d’un secteur vers Chevreux et le Ployon, étendu à gauche, le 14 décembre, jusque vers la forêt de Vauclerc.
- 18 décembre 1917 - 22 mars 1918 : retrait du front ; repos vers Serzy-et-Prin. À partir du 10 janvier 1918, mouvement vers Concevreux ; travaux. À partir du 31 janvier, regroupement vers Arcis-le-Ponsart ; à partir du 4 février, mouvement vers Estrées-Saint-Denis ; repos.

#### 1918
- 22 - 31 mars[4] : mouvement vers Noyon ; à partir du 23 mars, engagée, au nord de Guiscard (en liaison avec des éléments britanniques), dans la 1re Bataille de Noyon (2e Bataille de Picardie) : repli vers le mont Renaud et l’est de Thiescourt ; combats défensifs dans cette région.
- 31 mars - 12 avril : retrait du front et mouvement vers Villers-Cotterêts.

8 avril : transport par VF dans la région de Belfort.
- 12 avril - 25 juin : occupation d’un secteur vers Leimbach et le canal du Rhône au Rhin[5]
- 25 juin - 12 juillet : retrait du front ; repos vers Dannemarie. À partir du 3 juillet, transport par VF vers Conty ; repos.
- 12 - 17 juillet : transport par VF dans la région de Châlons-sur-Marne. Tenue prête à intervenir, pendant la 4e Bataille de Champagne.
- 17 - 30 juillet : transport par camions au nord-ouest d’Épernay. À partir du 18 juillet, engagée, vers Tincourt et Belval-sous-Châtillon, dans la 2e Bataille de la Marne. Attaques vers Tincourt et progression jusqu’à Ville-en-Tardenois. En 2e ligne, à partir du 28 juillet.
- 30 juillet - 24 août : retrait du front, mouvement vers Belval-sous-Châtillon, puis, le 18 août, vers la région Damery, Igny-le-Jard, Crugny.
- 24 août - 30 septembre : occupation d’un secteur vers Breuil-sur-Vesle :

4 septembre, prise de Courlandon ; le 5, prise de Breuil-sur-Vesle.
12 septembre, front étendu, à gauche, jusqu’à l’ouest de Romain.
14, combat de l’arbre de Romain (Poussée vers la position Hindenburg)
- 30 septembre - 21 octobre : engagée dans la Bataille de Saint-Thierry (Bataille de Champagne et d'Argonne), puis, à partir du 4 octobre, dans l’exploitation de cette bataille : 30 septembre, prise de Montigny-sur-Vesle ; du 1er au 8 octobre, prise de Bouvancourt et franchissement du canal de l'Aisne à la Marne et de la Suippe.

10 et 11, combats vers Berry-au-Bac. À partir du 12, progression par Juvincourt-et-Damary et Amifontaine vers la région du camp de Sissonne.
19 octobre : prise de la Selve.
- 21 - 31 octobre : retrait du front ; repos vers Amifontaine.
- 31 octobre - 5 novembre : occupation d’un secteur vers Recouvrance et l’est de Saint-Fergeux : attaques partielles ; le 3 novembre, prise de Recouvrance et de Chaudion.
- 5 - 11 novembre : engagée dans la Poussée vers la Meuse : progression par Remaucourt, Draize, Ham-les-Moines, Tournes et Houldizy ; le 11 novembre, occupation de Château-Regnault-Bogny, sur la Meuse.

#### Affectations
Affectation organique 5e Corps d'Armée d’août 1914 à novembre 1918
- 1re armée

3 - 11 juillet 1918
- 2e armée

26 juin - 25 décembre 1916
- 3e armée

2 août 1914 - 25 juin 1916
21 mars - 1eravril 1918
- 4e armée

15 juillet 1918
- 5e armée

26 décembre 1916 – 20 avril 1917
16 juillet - 11 novembre 1918
- 6e armée

8 octobre 1917 - 20 mars 1918
- 7e armée

8 avril - 2 juillet 1918
- 9e armée

12 - 14 juillet 1918
- 10e armée

21 avril – 27 octobre 1917

## L’entre-deux-guerres
Elle devient en 1935 une division d'infanterie motorisée, type normal (à renforcer à la mobilisation).

## Seconde Guerre mondiale

### Opérations
La 9e division d'infanterie motorisée fait partie des unités qui pénètrent en Belgique.

### Composition
Le 10 mai 1940 la 9e DI (type motorisée), sous les ordres du général Henri Didelet, est rattachée au 16e corps d'armée qui est intégré à la 7e armée.
- 13e régiment d'infanterie
- 95e régiment d'infanterie
- 131e régiment d'infanterie
- 30e régiment d'artillerie divisionnaire
- 230e régiment d'artillerie divisionnaire
- 2e groupe de reconnaissance de division d'infanterie
- Et tous les services (compagnies de sapeurs mineurs, compagnies de génie, compagnie télégraphique, compagnie radio, 9e groupe sanitaire divisionnaire, 9/5e groupe d'exploitation divisionnaire, compagnie auto du QG, 309/5e compagnie auto de transport, parc  d'artillerie divisionnaire no 9, groupe d'exploitation etc.)

## L’après Seconde Guerre mondiale
La 9e division d'infanterie est recréée en 1re région militaire (région parisienne), avec quartier général à Versailles, dans le cadre du plan Valmy (par appel au contingent et rappel des classes libérées). Elle arrive en Algérie en juin 1956.
Elle participe aux opérations dans la zone d'Orléansville, à l'ouest d'Alger. Elle fait partie de la division militaire d'Alger (devenue corps d'armée d'Alger en 1958 puis 23e corps en 1962). Elle est dissoute le 31 décembre 1962.

## Insigne
L'insigne, proposé en 1956 et homologué G.1288, n'existe qu'en version métallique fabriquée par l'entreprise Drago. Il présente une croix d'Agadez chargée du navire du blason de Paris.

### Sources et bibliographie
- De Lattre de Tassigny, Histoire de la première armée française - Plon - 1949[pourquoi ?].
- Service historique de l'état-major des armées, Les Armées françaises dans la Grande guerre, Paris, Impr. nationale, 1922-1934, onze tomes subdivisés en 30 volumes (BNF 41052951) :
  - AFGG, vol. 2, t. 10 : Ordres de bataille des grandes unités : divisions d'infanterie, divisions de cavalerie, 1924, 1092 p. (lire en ligne).